# Лопухин, Авраам Васильевич
Авраам Васильевич Лопухин (29 (18) января 1774 — 3 марта (19 февраля) 1835, Москва) — русский поэт и переводчик.

## Биография
Представитель дворянского рода Лопухиных. Сын поручика Лейб-гвардии Преображенского полка Василия Авраамовича Меньшого Лопухина (1746—1821) и Александры Петровны, урожденной княжны Гагариной (1747—1777). Был в родстве с писателем В. В. Измайловым (женой Измайлова была Е. В. Лопухина, сводная сестра Авраама Васильевича).
В службу записан в 1786 году в Преображенский полк, в 1796 году выпущен из сержантов гвардии в армию капитаном. Однако в армии пробыл недолго. В 1800 году он получил чин надворного советника, но «числился не у дел». В 1802 году был определён советником в Московскую казенную палату, где прослужил до 1804 года. По его заказу и при его участии знаменитый архитектор А. Г. Григорьев в 1817—1822 годах построил в Лопухинском переулке в Москве усадьбу, которая в настоящее время является уникальным памятником московского ампира и где в настоящее время находится музей Л. Н. Толстого.
Умер от удара в Москве 19 февраля 1835 года, похоронен в Покровском монастыре.
Жена — Василиса Федоровна (умерла 10 марта 1892).

## Творчество
А. В. Лопухин известен как популярный поэт и переводчик своего времени. О нём как о поэте с несомненным дарованием отзывался В. А. Жуковский. Деятельно сотрудничал в современных ему изданиях «Ипокрена или утехи любословия», «Новости», «Русская литература», «Друг просвещения», «Чтение для вкуса, разума и чувствований», «Приятное и полезное проведение времени». Автор нескольких книг, на его стихи есть романсы.
Литературную деятельность начал с того, что перевел и издал в прозаическом переводе с французского языка большую сентиментально-идиллическую поэму Мертгена «Сусанна, или Торжество невинности над клеветою двух злобных судей израильских», в это издание Л. включил также перевод идиллии Мертгена «Розы» (М., 1791). Из других его трудов известны:
- «Письмо к двум девицам» («Чтение для вкуса, разума и чувствований», 1792 г., часть VІ)
- «Изображение потопа», перевод с франц. (там же, 1792 г., ч. VІI, стр. 113)
- «Жизнь Зоилова», перевод (там же, 1792 г., ч. VIIІ)
- «Дессерт Сократов», перевод (там же, 1892 г., ч. VIII)
- «Мадригал Петру Великому» (там же, 1793 г., ч. Х)
- «Селико африканский», повесть, перевод (там же, 1793, ч. Х)
- «Могущество любви», стихотворение (там же, 1793 г., ч. XI)
- «Сила поцелуя», стихотворение (там же, 1793 г., ч. XII)
- «Абенаки, пример чувствительн. индейцев» (там же, 1793 г., ч. XII)
- «Вздох подруге», стихотворение (там же, 1795 г., ч. VIII)
- Песня: «Нет мне нужды, что природа…» (там же, 1795, ч. VIII)
- «Мечтающий» (там же, 1796 г., ч. XII)
- «Боги», стих, (там же, 1796, ч. XII)
- «К природе» («Аониды, или Собрание разных новых стихотворений», кн. I, 1796 г.)
- «Весеннее утро», стихотворение (там же, 1796 г., кн. І).